# Ocoliș
Ocoliș (in ungherese Alsóaklos) è un comune della Romania di 706 abitanti, ubicato nel distretto di Alba, nella regione storica della Transilvania.
Il comune è formato da un insieme di 4 villaggi: Lunca Largă, Ocoliș, Runc, Vidolm.
Nel comune si trovano importanti risorse forestali che alimentano l'industria del legno.
Nei dintorni si trovano ben quattro riserve naturali:
- Scărița-Belioara
- Cheile Runcului
- Cheile Pociovaliștei
- Rezervația de zadă de la Vidolm